# Spectrographe à champ intégral
Un spectrographe à champ intégral (en anglais Integral field spectrograph ou IFS) est un instrument d'optique combinant spectroscopie et imagerie de façon à obtenir des spectres résolus spatialement. Ce type d'instrument est utilisé particulièrement en astronomie, mais trouve aussi une utilisation dans d'autres domaines comme la biologie, et l'observation de la Terre.

## Raison d'être
L'étude spectroscopique des objets astrophysiques est capitale pour en comprendre la nature, notamment pour en étudier la composition chimique, mais aussi, par exemple, pour étudier leurs propriétés dynamiques.

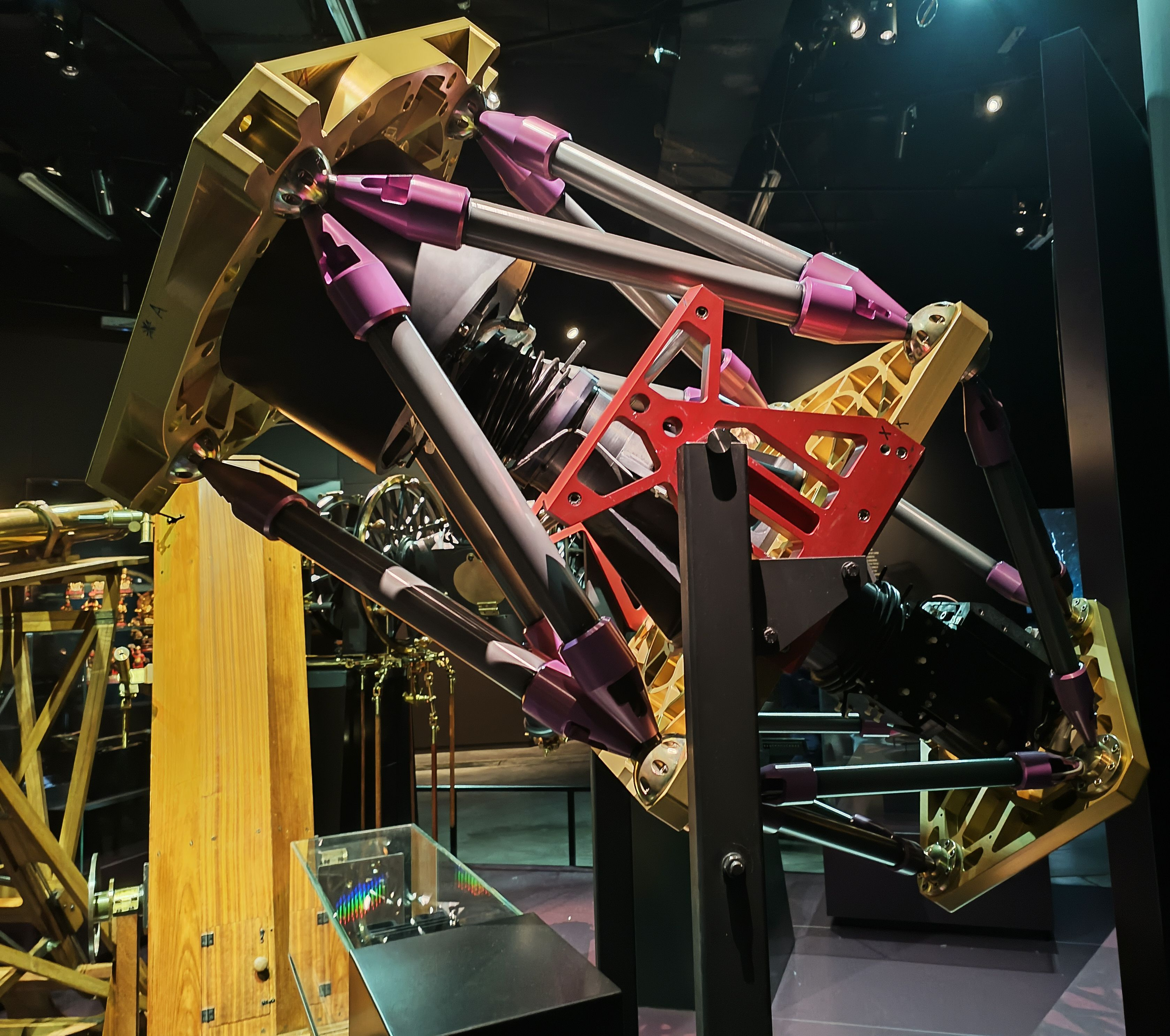
Le spectrographe à champ intégral SAURON

La spectroscopie à champ intégral est une technique de plus en plus utilisée en astronomie, notamment grâce au nombre croissant de télescopes de grands diamètres et dotés d'un système d'optique adaptative, et qui permettent donc l'étude spectroscopique d'objets étendus (galaxies, nébuleuses, disques proto-planétaires, etc.), ou d'amas d'étoiles. Ces observations spectroscopiques étaient historiquement conduites à l'aide de spectrographes longue fente, qui permettent de scanner en longueur d'onde les objets présents le long d'une seule dimension du champ de vue. En comparaison, un IFS permet d'obtenir simultanément cette information spectroscopique suivant les deux dimensions du champ de vue. Ceci permet de réduire significativement les temps d'observations nécessaires, dans un contexte où le temps d'utilisation d'un télescope est très demandé par la communauté des astronomes.

## Mise en œuvre

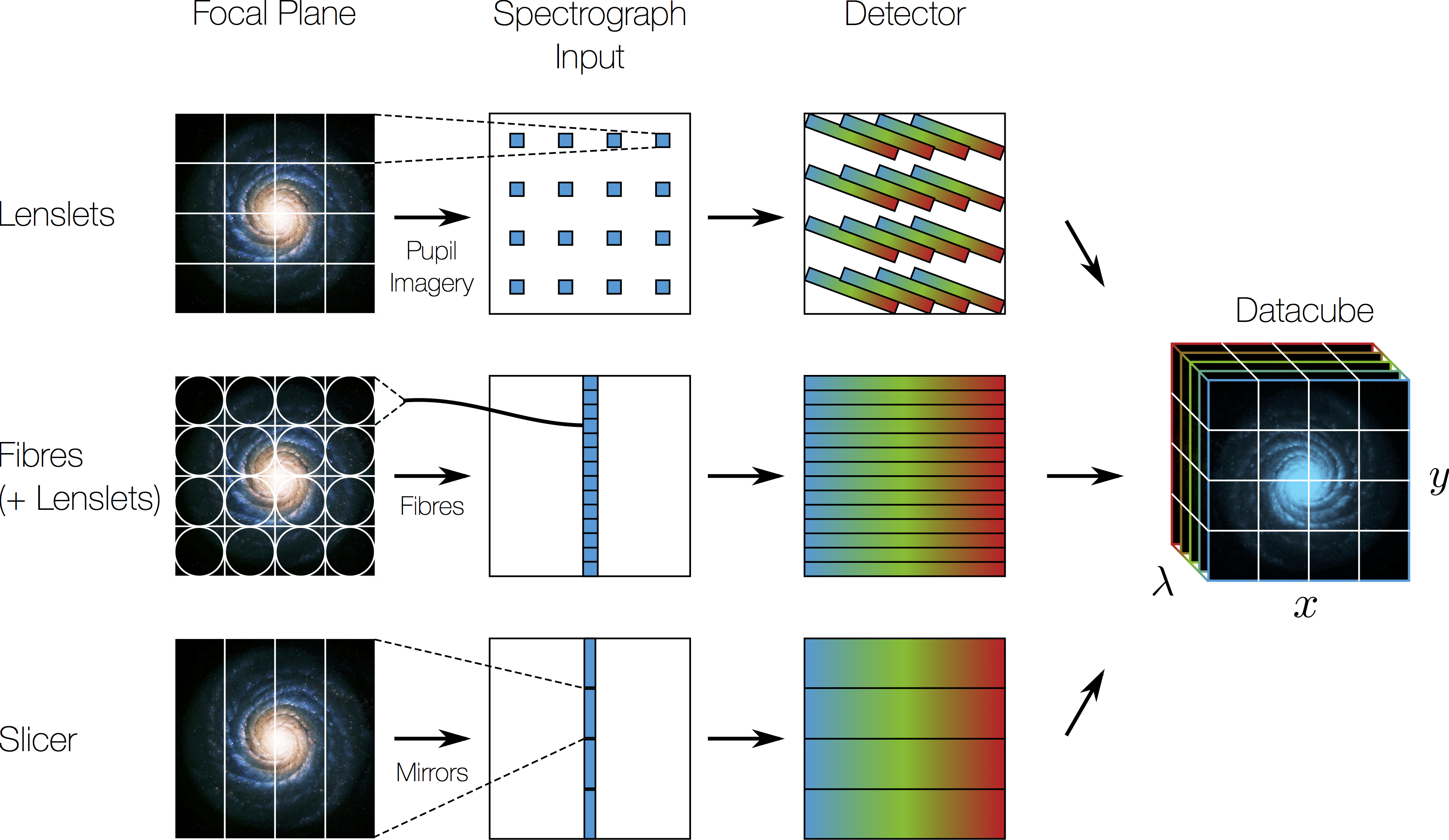
Les trois techniques utilisées dans les spectrographes à champ intégral, utilisant des réseaux de microlentilles, des faisceaux de fibres optiques (éventuellement avec des microlentilles) ou des miroirs de découpage.

Image spectrale de la galaxie NGC 7421 obtenue à partie de données MUSE. Cette animation parcourt en longueur d'onde les abords d'une raie d'émission de l'azote, qui est une signature des régions de formation d'étoiles. Du fait de la rotation de cette galaxie, et de l'effet Doppler, la raie d'émission est décalée vers le bleu sur la partie gauche, et vers le rouge sur la partie droite.

Les spectrographes à champ intégral utilisent des unités de champ intégral (en anglais Integral Field Unit ou IFU) pour dissocier le petit champ de vue carré en une image de forme plus appropriée, qui est ensuite dispersée spectralement par un spectromètre à réseau et enregistrée sur un détecteur électronique. Il existe actuellement trois sortes d'IFU, utilisant respectivement un réseau de miroirs, un réseau de micro-lentilles ou un réseau de fibres.

### Découpeur d'images
Cette approche consiste à découper optiquement l'image en tranches à l'aide d'un prisme en réflexion. Les sous-images sont ensuite reformées sur un élément dispersif qui en produit un spectre. Il s'agit donc de combiner en un seul instrument un certain nombre de spectrographes à longue fente, les fentes se projetant sur le ciel de façon à couvrir le champ de vue observé.
Parmi les instruments qui utilisent cette méthode, on peut citer MUSE au VLT, et le futur instrument HARMONI de l'ELT.

### Matrice de micro-lentilles
L'image de l'objet à étudier est formée sur une matrice de micro-lentilles. Chaque lentille capture la lumière d'une petite région du ciel, en discrétisant de fait celui-ci. Chaque faisceau formé est ensuite dirigé vers un élément dispersif, qui permet d'obtenir autant de spectres qu'il y a de micro-lentilles.
L'instrument SAURON, installé en 1999 au WHT, propose ainsi un champ de vue découpé par plus de 1400 micro-lentilles. L'instrument SPHERE au VLT utilise également cette technique.

### Fibres optiques
Dans ce cas, l'image de l'objet observé est reformée sur une série de fibres optiques, qui viennent paver le plan de l'image. À l'autre bout, les fibres sont disposées le long d'une fente, en face d'un élément dispersif, de façon à obtenir un spectre pour chacune d'entre elles.
Cette technique est à rapprocher de la spectroscopie multi-objets, qui consiste à positionner dans le plan de l'image un certain nombre de fibres, réparties dans le champ de vue de façon que chacune vienne capturer la lumière d'un objet individuel (étoile ou galaxie). Dans ce cas-ci, la disposition des fibres doit être modifiée d'une scène astrophysique à une autre, grâce à un positionneur de fibres.

## Autres approches
L'interféromètre de Fabry-Perot à balayage, tel par exemple l'instrument SITELLE, installé sur le téléscope Canada-France-Hawaii, utilise une autre technique: l'interféromètre est utilisé comme monochromateur, et un dispositif piézo-électrique de variation d'épaisseur de la lame permet d'explorer un intervalle de longueurs d'ondes. Ce système est moins efficace que les spectrographes à dispersion, car chaque longueur d'onde est observée successivement, mais il permet d'observer un champ sur le ciel plus étendu.
D'autres techniques encore produisent des résultats similaires en utilisant des techniques très différentes. Les détecteurs à inductance cinétique (détecteurs à comptage de photons utilisant la supraconduction, MKID) permettent de mesurer directement l'énergie des photons au moment de leur détection, et donc leur longueur d'onde. Ces détecteurs ont d'abord été développés pour observer dans le domaine micro-onde du spectre électromagnétique, mais des détecteurs fonctionnant dans l'infrarouge fonctionnent à présent. La précision de mesure de la longueur d'onde étant assez faible, la résolution spectrale de ces détecteurs l'est aussi.